# Метак
Метак је муниција ватреног оружја. Он даје оружју ватрену моћ и ову врсту оружја сврстава у ватрено. Чине га чаура, каписла, барутно пуњење и пројектил (једноделан или вишеделан).
Грађен је од металне, пластичне или картонске чауре (доњи део је од метала), иницијалне каписле, барутног пуњења, чепа и пројектила (сачме). Када се ударом ударне игле активира иницијална каписла, она запали барутно пуњење. Експлозија барутног пуњења ствара велику кинетичку енергију која потиском на чеп избацује пројектил (сачму). То је принцип дејствовања у сваком метку.
Метак је, сам по себи, оружје. Његова чаура није ништа друго до цев. Када се ударом, на било који начин, активира каписла на чаури, настали гасови својом кинетичком енергијом избацују пројектил (или сачму). Меци се разликују по величини – калибру, у зависности од тога о којој врсти ватреног оружја и ком пречнику цеви се ради.
У метку за пушку сачмарицу сачма може бити ситнија и крупнија и означава се са бројевима: 2, 4, 6, 8, 10, 12, 14, од најкрупније ка најситнијој, а може бити и само један пројектил, такозвани самац.
Израда метка у модерном времену није нимало једноставан процес. Он је производ мултидисциплинарног приступа. У његовој реализацији учествују читави тимови стручњака : технолизи, балистичари, пројектанти, оружари, и други. Технолози одређују материјале за израду метка. Дизајнери морају да одреде његов спољни изглед уважавајући упутство балистичара. Балистичари, прорачунавају тежинске омере барута, чепова, сачме и пројектила, а свега тога према тежини пушке, поштујући годишња доба и друге спољне факторе, тражећи онај оптимални однос, који ће метку дати најбоље бојеве особине, односно зрну прецизност и снагу.

## Подела
Меци по начину лаборације могу бити:
1. Сједињени (сви делови метка у једној целини)
2. Дводелни (зрно одвојено од чауре са осталим деловима метка)

По ватреном дејству и намени меци могу бити:
1. Бојеви, за бојева гађања
2. Маневарски, за симулирање гађања
3. Школски, за вежбе и школска гађања
4. Егзерцирни, за обуку у пуњењу и пражњењу оружја

По врстама оружја меци могу бити:
1. Пиштољски
2. Пушчани за изолучене пушке – карабини, полуаутомати, аутомати, митраљези
3. Пушчани за неизолучене пушке - сачмаре

По месту каписле:
1. Метак са централним паљењем
2. Метак са ивичним паљењем
3. Метак са игленим паљењем, познат и као Лефошеов метак

## Историја
Папирни меци (у Србији познати као фишеци) су били у употреби готово једнако дуго колико и ручно ватрено оружје, и бројни извори датирају њихову употребу од краја 14. века. Историчари примећују да су их користили војници Кристијана I од Саксоније и његовог сина крајем 16. века, док Дрезденска оружана има доказе о њиховој употреби из 1591. Каро Бијанко је 1597. године написао да су папирне метке дуго користили напуљски војници. Њихова употреба постала је широко распрострањена у 17. веку. Метак из 1586. састојао се од праха набоја и зрна метка у папирној цеви. Дебели папир је још увек познат под називом „катриџ папир” од његове употребе у овој муницији. Један други извор наводи да су се ови меци појавили 1590. године. Трупе краља Густаф II Адолф Шведски су користиле папирне метке 1600-их. Од папира је формиран цилиндар са искривљеним крајевима; кугла је била на једном крају, а одмерени прах је попуњавао остатак.
Овај се метак користио у војном оружју које се пунило са врха цеви, вероватно чешће него за спортско гађање. Базу метка би откинуо или одгризао војник, прах сипао у цев, а папир и метак угурао низ цев. У време Америчког грађанског рата папир је требало одбацити, али војници су га често користили као чеп. За паљење набоја потребан је додатни корак, при чему је ситнозрнији припремни прах сипан у посуду пушке за паљење механизмом за испаљивање.
Еволуирајућа природа ратних дејстава захтевала је ватрено оружје које би се могло брже пунити и испаљивати, што је резултирало мускетом кремењачом (и касније Бејкеровом пушком), у којој је посуда била покривена браздастим челиком. Ударац кременом би доводио до испаљивања пушке. Током пуњења, прстохват праха из метка би се ставило у посуду за иницирање, пре него што би се остатак усуо у цев, обезбеђујући набој и чеп.

### Интегрисана чаура
Први интегрисани уложак развио је у Паризу 1808. швајцарски оружар Жан Самуел Паули у сарадњи с француским оружником Франсоа Прелом. Паули је створио прве потпуно самопалеће патроне: меци су садржавали бакарну базу са интегрисаним жива фулминатним иницијалним прахом (главна Паулијева иновација), округлим зрном метка и кућиштем од месинга или папира. Метак је уметан са задње стране и испаљиван ударном иглом. Иглом активиране централно-инициране пушке острагуше постале су главна карактеристика ватреног оружја након тога. Паули је 29. септембра 1812. направио побољшану верзију, заштићену патентом.
Вероватно ниједан проналазак повезан са ватреним оружјем није извршио такве промене у принципу конструкције пушке као оне које је изазвао метак са металном чахуром. Овај проналазак је у потпуности револуционирао уметност израде оружја, успешно је примењен на све врсте ватреног оружја, и произвео је нову и важну индустрију: производњу муниције. Његова суштинска карактеристика је спречавање испуштања гаса кроз задњи део оружја приликом пуцања, помоћу металне чауре која садржи сопствена средства за паљење. Пре овог проналаска мускете и ловачке пушке су пуњене помоћу барутнице или рога за барут, зрна метка, чепова и бакарних каписли, који су засебно ношени. Једна од најранијих ефикасних савремених чаура била је чахура са иглом, коју је развио француски оружар Казимир Лефоше 1836. године. Састојала се од танке слабе капсуле израђене од месинга и папира, која се ширила од силе експлозије. Ту се савршено уклапала у цев, и тако је формирана ефикасна баријера за гас. Мала каписла је била постављена у средишту чауре, и бивала је запаљена месинганим иглом, која је штрчала са стране, и бивала ударена орозом. Овај шиљак је такође омогућавао вађење чауре метка. Овај вид метка је у Енглеској увео Ланг, из Кокспар улице у Лондону око 1845. године.
У Америчком грађанском рату (1861–65) пушка острагуша, Шарп, била је уведена и произвођена у великом броју. Она се могла напунити било куглом или папирним метком. Након тог рата многе од тих пушака су конвертоване за употребу металних метака. Развој Смит и Весон (поред многих других) револверских пиштоља који су користили металне патроне помогао је да се успостави ватрено оружје са мецима као стандардно у САД до краја 1860-их и почетком 1870-их, мада су многи и даље користили револвере каписларе дуго након тога.

### Бездимни барут
До средине 19. века коришћен је црни барут који је стварао много дима, али кад су измислили бездимни барут пушке су и даље користиле металне куглице које нису биле довољно брзе. Француски пуковник Никола Лебел је 1884. осмислио нови метак са барутним пуњењем и убрзо је направио и пушку коју је назвао по себи. Његов метак и пушка су прошли тестирања и убрзо су све армије усвојиле овај метак.

## Контрола наоружања
У Србији држава врши контролу наоружања ценом муниције, тако да се многим љубитељима оружја не исплати да користе оружје. У САД у просеку један метак кошта 20 центи, док је у Србији цена муниције чак 10 пута скупља.